# Stazione di Badajoz
La stazione di Badajoz (in spagnolo Estación de Badajoz) è la principale stazione ferroviaria di Badajoz, Spagna.
La stazione originaria è stata inaugurata nel 1866 in occasione dell'apertura della linea che la collegava alla stazione di Ciudad Real e alla stazione di Mérida.